# 公子褍秦
公子褍秦（？—？），子姓，名褍泰，宋元公的幼子，宋景公的弟弟。《左传》记载宋景公在位六十四年，无子，以公子褍秦的孙子德与启在宫中抚养为嗣，德继位为宋昭公。而《史记》记载宋景公杀死了公子褍秦的儿子公孙纠，前469年，宋景公死后，公孙纠的儿子特杀死景公的太子继位，特就是宋昭公。